# Sublegatus modestus
O guaracava-modesta ou sertanejo (Sublegatus modestus) é uma espécie de pássaro da família Tyrannidae. É encontrado na Argentina, Bolívia, Brasil, Paraguai, Peru e Uruguai.